# Lc5
Lc5（エルシーファイブ）は、アンティック-珈琲店-のみくを中心に結成されたヴィジュアル系ロックバンド。

## 概要
2010年6月6日、新木場STUDIO COASTにて初ライブを行う。バンド名は、L→love、C→crash、5→5人から。
当初はメンバーのプロフィール等が一切非公開であり、翌々日の8日に公式サイトがオープン、全容が明らかとなった。同年7月には葵とのツーマンライブも行い、同年9月に1stシングルをリリースしメジャーデビューした。通常盤（CDのタイプ）のことを「Lc盤」という。

## メンバー
Vocal:miku (みく)
- 1984年1月5日生まれ。本人曰く、「イチゴの日」。血液型はA型。
- アンティック-珈琲店-のヴォーカル。

Guitar:Reo (レオ)
- 7月30日生まれ、血液型はA型。メンバーの中ではブログでよく絵文字を使う。
- ガイズファミリーのギター。

Drums:Aki (アキ)
- 5月11日生まれ、血液型不明。ニンジャマンジャパンのドラム。ブログを書くとき、最後に自分のtwitterのアドレスを載せる。

## 元メンバー
Guitar:夢時 (ゆめじ)
- 2月5日生まれ、血液型はB型。
- MELLOのギター。
- ケロロ軍曹のギロロに似ていると言われる事がある。ブログで語尾に「ZE」や「(-ωΦ)bぃぇあ！」を使うことが多い。
- 2013年3月13脱退。

Bass:Sato (サト)
- 2月23日生まれ、血液型はA型。MELLOのベース。
- 2013年3月13日脱退。

## ディスコグラフィー

### シングル
| メジャー | メジャー      | メジャー                 | メジャー                  | メジャー                                                                                     | メジャー                                                  |
| 枚       | 発売日        | タイトル                 | 規格                      | 販売生産番号                                                                                 | 備考                                                      |
| -------- | ------------- | ------------------------ | ------------------------- | -------------------------------------------------------------------------------------------- | --------------------------------------------------------- |
| 1st      | 2010年9月15日 | Loveless                 | CD+DVD CD+フォトブック CD | SRCL-7368〜SRCL-7369 (CD+DVD盤) SRCL-7370 (CD+フォトブック盤) SRCL-7371 (Lc盤)               | オリコン週間チャート初登場23位                            |
| 2nd      | 2010年12月1日 | STORY                    | CD+DVD CD                 | SRCL-7474〜SRCL-7475 (初回生産限定盤A) SRCL-7476〜SRCL-7477(初回生産限定盤B) SRCL-7478(Lc盤) | オリコン週間チャート初登場38位                            |
| 3rd      | 2011年3月16日 | refrain                  | CD+DVD CD                 | SRCL-7589〜SRCL-7590(初回生産限定盤A) SRCL-7591〜SRCL-7592(初回生産限定盤B) SRCL-7593(Lc盤)  | オリコン週間チャート初登場33位                            |
| 4th      | 2012年2月15日 | Only you-キミとのキヅナ- | CD+DVD CD                 | SRCL-7589〜SRCL-7590(初回生産限定盤A) SRCL-7591〜SRCL-7592(初回生産限定盤B) SRCL-7593(Lc盤)  | 日本テレビ系列アニメ「べるぜバブ」第5期オープニングテーマ |

### オリジナルアルバム
| 枚  | 発売日        | タイトル   | 規格      | 販売生産番号 | 備考 |
| --- | ------------- | ---------- | --------- | ------------ | ---- |
| 1st | 2012年3月28日 | Lchronicle | CD+DVD CD |              |      |

## タイアップ一覧
| 使用年 | 曲名                     | タイアップ                                              |
| ------ | ------------------------ | ------------------------------------------------------- |
| 2010年 | STORY                    | テレビ東京系『Vの流儀』12月度オープニングテーマ         |
| 2012年 | Only you-キミとのキヅナ- | 日本テレビ系アニメ『べるぜバブ』第5期オープニングテーマ |
| 2012年 | Only you-キミとのキヅナ- | テレビ東京系『Vの流儀』2月度オープニングテーマ          |